# Talosmeri
Talosmeri är en ö i Finland.   Den ligger i kommunen Nådendal i den ekonomiska regionen  Åbo ekonomiska region  och landskapet Egentliga Finland, i den sydvästra delen av landet, 180 km väster om huvudstaden Helsingfors. Arean är 0,49 kvadratkilometer.
Terrängen på Talosmeri är mycket platt. Öns högsta punkt är 20 meter över havet. Den sträcker sig 1,1 kilometer i nord-sydlig riktning, och 1,0 kilometer i öst-västlig riktning.